# Олимпур, Мухиддин
Мухиддин Олимпур (тадж. Муҳиддин Олимпур; 2 марта 1945, Захматабадский район, Ура-Тюбинская область — 12 декабря 1995 или 13 декабря 1995, Душанбе) — советский и таджикский журналист, фотокорреспондент.

## Биография
Родился 2 марта 1945 года в селении Шамтуч Айнинского района Согдийской области. Окончил Республиканское художественное училище и заочно факультет таджикской филологии Таджикского государственного университета (1976).

### Трудовая деятельность
После училища — художник-ретушёр в газете «Комсомоли Тоджикистон». В 1970—1979 — заведующий отделом государственного информационного агентства ТаджикТА. Затем работал переводчиком в Афганистане. С 1983 — фотокорреспондент газеты «Адабиет ва санъат». С 1990 — корреспондент, заведующий бюро персидской службы корпорации ВВС.
Лауреат премии имени А. Лахути Союза журналистов Таджикистана.

### Убийство
Трагедия произошла вечером 12 или ночью 13 декабря 1995 года. Мухиддин Олимпур был убит 12 декабря 1995 года двумя выстрелами из пистолета.
Верховный суд Таджикистана вынес приговор последнему подозреваемому. Это был Насрулло Шарифов, осуждённый на 15 лет. По показаниям Насрулло Шарифова, приказ об убийстве Олимпура отдал бывший полевой командир Объединённой таджикской оппозиции Нозим Юсуфов («Эшони Нозим»), сам погибший во время войны. Ранее были осуждены и трое соучастников убийства Мухиддина Олимпура.